# Кучер, Василий Степанович
Василий Степанович Кучер (укр. Василь Степанович Кучер; 20 июля 1911, Вербов, Киевская губерния — 17 апреля 1967, Киев) — украинский советский писатель, член Правления Союза советских писателей УССР.

## Биография
Родился 7 (20 июля) 1911 года в селе Витовцы (по другим данным — село Вербов, ныне Любимовка) на Житомирщине. Отец был сельским учителем, мать — простой крестьянкой. После окончания семилетней школы в селе Ставище Попельнянского района, некоторое время работал на Кожанском сахарном заводе. В 1926 году был направлен комсомолом на обучение в Белоцерковский педагогический техникум, который он и кончил в 1930 году. В это время он уже начинает выступать в прессе, став селькором окружной газеты «Советская нива» в Белой Церкви, а впоследствии и «Советского села» в Харькове.
В 1930—1934 годах учился в Харьковском университете, работая сначала в газете «Сельскохозяйственный пролетарий», а затем в редакции журнала «Трактор». Первый рассказ В. Кучера «Инициатива» был опубликован в 1931 году в журнале «Молодой большевик». В начале 1930-х годов он стал членом литературного объединения «Трактор» (входило в Союз крестьянских писателей «Плуг») а с 1934 года — член Союза Советских писателей. В. Кучер отслужил в Красной армии (окончил военную авиационную школу в Харькове), работал на редакционной работе в журнале «Молодняк» (позднее «Молодой большевик») и в издательствах, публиковал статьи и очерки в периодической печати, и много и плодотворно работал на литературном поприще. В 1940 году вступил в ВКП(б).
С начала Великой Отечественной войны В. Кучер — фронтовой корреспондент армейской газеты «За Родину», возглавлял военный отдел газеты «За Советскую Украину», руководил радиостанцией. Участвовал в боях при обороне Одессы, Севастополя, Сталинграда, награждён боевыми орденами и медалями, войну закончил в звании капитана третьего ранга. На войне много работал военным корреспондентом, брал интервью на передовой у участников обороны Севастополя. После войны полностью посвятил себя литературной работе, занимаясь этим делом до последнего дня своей жизни.
Умер 17 апреля 1967 года. Похоронен в Киеве на Байковом кладбище.

## Произведения
- «Две новеллы», сборник (1932)
- «Марта», сборник (1932)
- «Cuscuta», сборник (1932)
- «Мои друзья», сборник (1934)
- «Все выше и выше», сборник (1936)
- «Цветет рожь», сборник (1938)
- «Дорога ведет на залог», сборник (1939)
- «Кармалюк», повесть (1940)
- «Морской характер», сборник (1942)
- «Людмила Павличенко», очерк (1943)
- «Засветились огни», сборник (1947)
- «Золотые руки», сборник (1948)
- «Полтавка», сборник (1949)
- «Зори в степи», сборник (1951)
- «Огонек», сборник (1952)
- «Черноморцы», роман (1952)
- «Дружба», сборник (1954)
- «Устим Кармалюк», роман (1954) — остросюжетный роман об известном предводителе крестьянского освободительного движения против крепостничества на Подолье Устима Кармалюка. Автор касается событий восстания декабристов, быта осужденных в лагерях Сибири. Персонажем романа является также известный российский художник Василий Тропинин.
- «Колодец», сборник (1955)
- «Секрет», сборник (1956)
- «Прощай, море», роман (1957)
- «Дорога к людям», сборник (1958)
- «Шелковые струны», сборник (1958)
- «Шумят ивы», сборник (1959)
- «Красный огонь», сборник (1959)
- «Трудна любовь», роман (1960)
- «Волшебная ткачиха», сборник (1960)
- «Плещут холодные волны», роман (1960)
- «Голод», роман (1961)
- «Ожерелье», роман (1964)
- «Орлы воду пьют», роман (1966)
- «Мы не спим на розах», роман (1967)

## Кинематографические работы
Автор сценария художественного фильма «Ветер с Востока» (1941, в соавт.), документальных кинокартин: «Село возрождается» (1946), «Их приласкало Отечество» (1949), «Книга — народа» (1951), «Праздник изобилия» (1952), «Львов» (1953), «На юбилейной выставке изобразительного искусства» (1954), «Земля Киевская» (1958), дикторского текста к фильму «Праздник на Тарасовой земле» (1964).

## Память
- На доме в Киеве по улице М. Коцюбинского №;2, где с 1957 по 1967 год жил и работал писатель, установлена мемориальная доска. В его честь названы улицы в Киеве и Севастополе.
- В июле 2011 года в селе Любимовка открыт музей имени Василия Кучера.
- Библиотека имени Василия Кучера на лесном массиве в Киеве — филиал Центральной библиотеки Деснянского района, носит его имя с момента своего основания в начале 1970-х годов.